# Батьковский сельский округ
Батько́вский се́льский о́круг — административно-территориальная единица, существовавшая на территории Сасовского района Рязанской области.
Административный центр — посёлок Батьки.

## История
Законом Рязанской области от 07.10.2004 № 96-ОЗ на территории сельского округа было образовано муниципальное образование — Батьковское сельское поселение с сохранением административного центра в посёлке Батьки.

## Административное устройство
В состав Батьковского сельского округа входят 8 населённых пунктов:
1. п. Батьки — административный центр
2. д. Арга
3. п. Бугровой
4. с. Вялсы
5. д. Ивановка
6. с. Ключи
7. д. Чёрная Речка
8. д. Шурмашь.